# Jean-Maurice Rouquette
Pour les articles homonymes, voir Rouquette.
Jean-Maurice Rouquette, né  le 28 juillet 1931 à Arles et mort le  22 janvier 2019 dans la même ville, est un historien, spécialiste de la Provence antique et romane, conservateur en chef des musées d'Arles, conservateur du musée départemental Arles antique.

## Biographie
Après des études en histoire à l’université d’Aix-en Provence où il est l’élève de Fernand Benoit, Georges Duby et Jean-Rémy Palanque, il se spécialise et étudie particulièrement la Provence paléochrétienne et romane.
Il est conservateur des Musées et Monuments d’Arles de 1956 à 1996 et assume ensuite diverses responsabilités patrimoniales dans la région d’Arles : président du Comité du Museon Arlaten ; président de l’Académie d’Arles (1965-2016) ; concepteur et conservateur en chef du Musée départemental Arles antique. Il intervient également dans de nombreux projets culturels : cofondateur des Rencontres internationales de la photographie ; cofondateur du Parc naturel régional de Camargue. Il est membre du Conseil économique, social et environnemental régional - Provence-Alpes-Côte d'Azur (CESER) et de sa commission Tourisme.
Il appartient aux jurys successifs pour l'élection de la reine d'Arles entre 1978 et 1984.
Il meurt à Arles, le 22 janvier 2019,,.

## Publications

### Ouvrages
- 1978 - (en collaboration avec Guy Barruol), Itinéraires romans en Provence. Éditions Zodiaque.
- 1982 - Provence Romane I. Éditions Zodiaque. – 2° édition
- 1989 - Arles antique, monuments et sites (avec Claude Sintes), Imprimerie nationale, 1989  (ISBN 2110810327)
- 1990 - Arles antique – Guides Archéologiques de la France
- 1992 - L’Abbaye de Montmajour – Coll. Monuments en parole, Caisse nationale des monuments historiques et des sites •  (ISBN 978-2-85822-122-6)
- 2000 - Avec Aldo Bastié, L’Abbaye de Montmajour – Coll. Itinéraires – Éditions du Patrimoine.
- 2002 - (en collaboration avec G. Barruol), Promenades en Provence Romane – Éditions Zodiaque
- 2008 - (sous la direction de), Arles, histoire, territoires et cultures, Actes Sud •  (ISBN 978-2-74275-176-1)
- 2010 - Le Théâtre antique d'Arles, Fage Editions, mai 2010 sommaire en ligne

### Articles
- 1974 - Trois nouveaux sarcophages chrétiens à Trinquetaille, in Comptes rendus des séances de l'Académie des Inscriptions et Belles-Lettres  Année 1974  118-2  pp. 254-277 Lire en ligne